# Coupe Davis 1903
Navigation
Édition précédente Édition suivante
La Coupe Davis 1903 est la troisième du nom. L'épreuve masculine a eu lieu à Longwood Cricket Club, Boston, Massachusetts du 4 au 8 août.
Première victoire pour la Grande-Bretagne. 
 États-Unis -  Royaume-Uni 1-4
- 1 Hugh Lawrence Doherty (gbr) - Robert Wrenn (États-Unis) 6-0 6-3 6-4
- 2 William Larned (États-Unis) - Reginald Frank Doherty (gbr) w/o
- 3 Reginald Frank Doherty(gbr), Hugh Lawrence Doherty(gbr) --  Robert Wrenn(États-Unis), George Wrenn(États-Unis) 7-5 9-7 2-6 6-3
- 4 Hugh Lawrence Doherty (gbr) - William Larned (États-Unis) 6-3 6-8 6-0 2-6 7-5
- 5 Reginald Frank Doherty (gbr) - Robert Wrenn (États-Unis) 6-4 3-6 6-3 6-8 6-4